# Locumtenenstaler

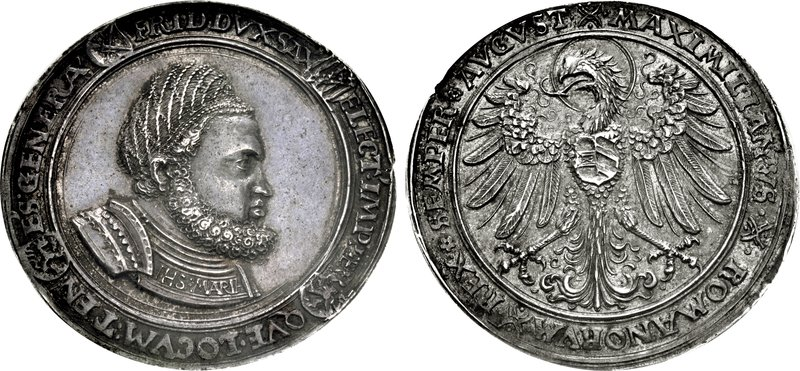
Locumtenenstaler di Federico il Saggio, 1507, primo esempio di Vikariatsmünzen coniato in Sassonia

I Locumtenenstaler o Statthaltertaler (letteralmente "tallero del governatore") furono dei particolari tipi di talleri coniati da Federico III di Sassonia per privilegio imperiale durante la sua reggenza come vicario imperiale, per commemorare l'incarico ottenuto. La moneta è oggi considerata un prototipo delle Vikariatsmünzen che presero poi piede in Sassonia, nel Palatinato ed in Baviera tra XVII e XVIII secolo.

## Storia
La dignità di vicario imperiale apparve per la prima volta in Sassonia nel 1507 sulle monete coniate dall'elettore Federico III di Sassonia detto il Saggio, il quale ricevette in latino il titolo di "Imperique locumtenens generalis" ("governatore generale per conto dell'imperatore"), da cui appunto il nome poi dato alla moneta. La dignità ottenuta da Federico III gli venne concessa da Massimiliano I (il quale ad ogni modo dall'8 agosto 1507 la trasferì al Reichstag di Costanza) e gli consentiva di battere moneta e di amministrare l'impero per conto dell'imperatore durante la sua assenza, una pratica che divenne poi stabilmente adottata dai successori di Massimiliano I nel periodo compreso tra la morte di un sovrano e l'elezione del suo successore. Anche dopo l'elezione di Massimiliano, ad ogni modo, Federico III chiese ed ottenne di poter mantenere il proprio privilegio e la capacità di coniare monete con tale titolo sino alla morte dell'imperatore in carica, avvenuta poi nel 1519.
Federico III, per la realizzazione di queste monete, chiese a Lucas Cranach il Vecchio di realizzare per lui dei modelli per la prima emissione. Nel 1519 Federico III aveva al proprio servizio quattro artisti per tale impiego: Hans Krug il Vecchio, Lorenz Werder, Ulrich Usenthaler il Vecchio e dal 1513 al 1519 l'orafo Hans Krafft il Vecchio, il quale lavorava stabilmente a Norimberga. Questi si occuparono di realizzare, parallelamente alla coniazione ufficiale, anche delle medaglie derivate dai disegni originali.
Il disegno della moneta, considerata una delle più belle del rinascimento tedesco, venne ripresa nel 1917 dall'Impero tedesco come modello per coniare la moneta da 5 marchi commemorativa del 400º anniversario della riforma protestante.

## Descrizione della moneta

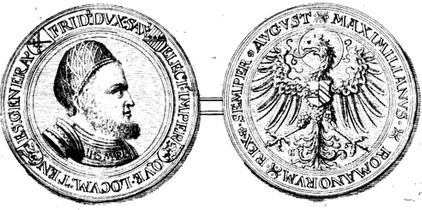
Calcografia del 1730 del Locumtenenstaler di Federico III di Sassonia

La moneta era nella classica forma del Reichsthaler in argento, del diametro di 49 millimetri e del peso di 28,76 grammi. Il disegno venne realizzato da Lucas Cranach il Vecchio e i pezzi vennero coniati dalla zecca di Dresda.
Il fronte della moneta mostra il ritratto a mezzo busto corazzato dell'elettore Federico III di Sassonia con in testa un elmo metallico. Sulla gorgiera della sua armatura si trovano le iscrizioni "IHS : MARIA". Attorno si trova l'iscrizione latina FRID (ericus) DVX SAX (oniae) ELECT (o). IMPER (ii) QVE. LOCVM: TENE (s) S: GENERA (lis) inframmezzata agli stemmi da vicario imperiale, della Sassonia, della Turingia e di Meißen. 
Il retro della moneta presentava l'insegna araldica dell'aquila imperiale a una sola testa con lo stemma degli Asburgo e della Borgogna sul petto. Attorno si trovava l'iscrizione: MAXIMILIANVS - ROMANORVM - REX. SEMPRE. AUGVST (us) a ribadire la sovranità di Massimiliano I del Sacro Romano Impero e la sua approvazione per l'emissione di quelle monete.
Per quanto solitamente si faccia riferimento al tallero (nella tipologia Reichsthaler) come moneta chiave per indicare un Locumtenenstaler, in realtà essa venne coniata in diverse varianti di taglio minore a seconda delle emissioni:
- 1507: Reichsthaler, ¼ di tallero, schreckenberger, groschen
- 1510: ¼ di tallero
- 1517: ¼ di tallero, schreckenberger
- dal 1517 al 1519: Reichsthaler, ½, ¼, ⅛ di tallero, schreckenberger